# Meniscotheriinae
Los Meniscotheriinae son una subfamilia extinta de condilartros de la familia Phenacodontidae, que vivieron entre los períodos Paleoceno y Eoceno en América del Norte.